# Visual China Group
Visual China Group (VCG) — китайское фото и медиа агентство. Основанное в 2000 году, является крупнейшим поставщиком стоковых изображений и мультимедийных материалов для коммерческой медиа индустрии в Китае, а также третьим по величине поставщиком визуального контента в мире.
С 2006 года VCG является эксклюзивным дистрибьютором библиотеки Getty Images в Китае. В январе 2016 года Unity Glory International, дочерняя компания VCG, объявила о приобретении бизнеса по лицензированию изображений компании Corbis. В начале 2018 года компания приобрела сайт обмена фотографиями 500px.

## История
Крупнейший поставщик мультимедийных изображений Visual China Group была основана в 2000 году, её прежнее название было Far East Industrial Stock Co. Ltd. Это первая компания в Китае которая начала предоставлять лицензированные изображения и распространять авторские права через собственные онлайн-платформы. В 2014 году VCG была включена в основной листинг Шэньчжэньской фондовой биржи
SZSE: 000681. VCG обладает одной из крупнейших рыночных капитализаций в отрасли. В компании работает более 600 сотрудников, а её филиалы расположены в крупнейших городах Китая, таких как: Пекин, Шанхай, Гуанчжоу, Шэньчжэнь, Гонконг и Тайвань.

## Инцидент
Ведущий китайский поставщик стоковых изображений VCG сделал доступным фотографию «чёрной дыры», для продажи в своей библиотеке без указания авторства Event Horizon Telescope Collaboration (EHT) — группы радиотелескопов, которые сделали снимок чёрной дыры 10 апреля.
Этот инцидент вызвал множество комментариев в Китайской социальной сети Weibo, осуждающих беспринципную деловую практику VCG.
После критики и обсуждений в интернете, последовало вмешательство правительства. Служба по контролю за киберпространством города Тяньцзинь, где находится материнская компания VCG, приказала фотохостингу прекратить «незаконную, нарушающую правила практику».
12 апреля компания VCG принесла извинения в своем заявлении, признав отсутствие надзора за своими подрядчиками, которые, предположительно, загрузили данные изображения. После этого VCG удалили все фотографии не соответствующие требованиям и добровольно закрыли сайт для проведения ревизии в соответствии с действующим законодательством.